# Familien Jetson
Familien Jetson (The Jetsons) er en amerikansk animeret tv-serie fra 1962-1987, skabt af tegnefilmsstudiet Hanna-Barbera, også kendt for The Flintstones.
Serien handler om Georg Jetson, hans hustru Jane Jetson, hunden Astro, robot husholdersken Rosa, børnene Linda Jetson og hendes lillebror Denis. De bor i et fremtidsunivers, hvor trafikken består af flyvende biler, elevatorer uden rum, men hvor man bare bliver suget op hvis man stiller sig ind og en slags samle-transportbånd man står på fra elevatoren og ind i værelset. Maden kommer via maskiner. Langt mere bliver automatiseret ifølge folkene bag tegnefilmen.
Familien Jetson blev tidligere sendt på Cartoon Network.

## Danske Stemmer
- Lars Thiesgaard: Hr. Rumbold
- Lars Thiesgaard: Dennis
- Esper Hagen: George Jetson
- Michelle Bjørn-Andersen: Jane Jetson
- Pauline Rehné: Judy Jetson
- Timm Mehrens